# Junior Basketball Association
La Junior Basketball Association (JBA) fue una liga profesional masculina  de baloncesto planeada para estar compuesta por ocho equipos en cuatro ciudades principales de Estados Unidos. Considerada la primera liga de baloncesto profesional juvenil del mundo, estaba diseñada como una alternativa a la NCAA y permitía que los mejores proyectos de jugadores de la Escuela Secundaria del país jueguen profesionalmente de inmediato. La liga fue anunciada por primera vez en diciembre de 2017 por LaVar Ball, y fue completamente financiada por la compañía de indumentaria deportiva de Ball Big Baller Brand, propiedad de LaVar Ball. Su única temporada se disputó en verano de 2018.

## Historia
El 20 de diciembre de 2017, la revista SLAM informó por primera vez sobre la formación de la JBA después de recibir un comunicado de LaVar Ball, director ejecutivo de Big Baller Brand y padre de los jugadores Lonzo Ball, LiAngelo Ball y LaMelo Ball. Poco después del anuncio, Mike Golic de ESPN estuvo entre los que expresaron dudas sobre el futuro de la liga.
De acuerdo con LaVar, su decisión de lanzar la liga fue motivada por los comentarios de Mark Emmert, presidente de la Asociación Nacional de Atletismo Colegial (NCAA). A principios de mes, Emmert había comentado sobre la salida de LiAngelo de la UCLA después de un arresto por robo en tiendas en China: "¿Es esto parte de que alguien forme parte de su universidad como estudiante atleta o se trata de usar el atletismo universitario para prepararse para ser un pro? Si es el último, no deberías estar allí en primer lugar".
La JBA se estableció como una ruta alternativa para que los mejores jugadores aficionados jugaran profesionalmente sin tener que competir en el nivel universitario sin dinero. Los salarios de los jugadores van desde $ 3,000 a $ 10,000 por mes para la temporada. La liga también estará completamente financiada por Big Baller Brand, y los jugadores deberán llevar la mercancía de la marca. Además, su logotipo oficial presenta al hijo de LaVar, Lonzo.
El 2 de febrero de 2018, se reveló que la JBA había contactado a unos 80 jugadores de baloncesto de la escuela secundaria a través de Twitter para unirse potencialmente a su liga, y la gran mayoría rechazó la oferta.

## Equipos
La liga, que solo estuvo activa una temporada, estuvo compuesta por ocho equipos, con un total de 80 jugadores. Ya que los equipos no tenían su propio pabellón, se fueron enfrentando en diferentes lugares del país. Su fundador expresó la esperanza de celebrar los partidos en los pabellones de la NBA en Atlanta, Brooklyn, Dallas y Los Ángeles, pero no fue así.
| Equipo               | Ciudad                     | Colores | Entrenador                 |
| -------------------- | -------------------------- | ------- | -------------------------- |
| Atlanta Ballers      | Atlanta, Georgia           |         | Douglas Byrd               |
| Chicago Ballers      | Chicago, Illinois          |         | Eddie Denard Nicolas Colon |
| Dallas Ballers       | Dallas, Texas              |         | Ray Johnson                |
| Houston Ballers      | Houston, Texas             |         | Everett Rick               |
| Los Angeles Ballers  | Los Angeles, California    |         | Doyle Balthazar            |
| New York Ballers     | New York City, New York    |         | Marvin McCullough          |
| Philadelphia Ballers | Philadelphia, Pennsylvania |         | James Martin               |
| Seattle Ballers      | Seattle, Washington        |         | Charles O'Bannon           |

## Temporada regular
| Pos. | Equipo                     | PJ | G | P | Pts | Clasificación              |
| ---- | -------------------------- | -- | - | - | --- | -------------------------- |
| 1    | Los Angeles Ballers (C, Z) | 8  | 6 | 2 | 14  | Clasificados para playoffs |
| 2    | Seattle Ballers            | 8  | 5 | 3 | 13  | Clasificados para playoffs |
| 3    | New York Ballers           | 8  | 5 | 3 | 13  | Clasificados para playoffs |
| 4    | Dallas Ballers             | 8  | 5 | 3 | 13  | Clasificados para playoffs |
| 5    | Atlanta Ballers            | 8  | 5 | 3 | 13  | Clasificados para playoffs |
| 6    | Houston Ballers            | 8  | 3 | 5 | 11  | Clasificados para playoffs |
| 7    | Chicago Ballers            | 8  | 2 | 6 | 10  | Clasificados para playoffs |
| 8    | Philadelphia Ballers       | 8  | 1 | 7 | 9   | Clasificados para playoffs |

 Fuente: http://www.jbaleague.com

## Playoffs
Pabellones: Eagle's Nest Arena (Los Angeles, California), Citizens Business Bank Arena (Ontario, California)
|  | Primera ronda 10 de agosto | Primera ronda 10 de agosto | Primera ronda 10 de agosto |                  |     | Semifinales 11 de agosto | Semifinales 11 de agosto | Semifinales 11 de agosto |  |   | Final 12 de agosto  | Final 12 de agosto | Final 12 de agosto |  |
|  |                            |                            |                            |                  |     |                          |                          |                          |  |   |                     |                    |                    |  |
|  |                            |                            |                            |                  |     |                          |                          |                          |  |   |                     |                    |                    |  |
|  | 1                          | Los Angeles Ballers        | 157                        |                  |     |                          |                          |                          |  |   |                     |                    |                    |  |
|  | 1                          | Los Angeles Ballers        | 157                        |                  |     |                          |                          |                          |  |   |                     |                    |                    |  |
|  | 8                          | Philadelphia Ballers       | 134                        |                  |     |                          |                          |                          |  |   |                     |                    |                    |  |
|  | 8                          | Philadelphia Ballers       | 134                        |                  | 1   | Los Angeles Ballers      | 127                      |                          |  |   |                     |                    |                    |  |
|  |                            |                            |                            |                  | 1   | Los Angeles Ballers      | 127                      |                          |  |   |                     |                    |                    |  |
|  |                            |                            | 4                          | New York Ballers | 124 |                          |                          |                          |  |   |                     |                    |                    |  |
|  | 4                          | New York Ballers           | 4                          | New York Ballers | 124 | 93                       |                          |                          |  |   |                     |                    |                    |  |
|  | 4                          | New York Ballers           |                            |                  |     |                          |                          |                          |  |   |                     |                    |                    |  |
|  | 5                          | Atlanta Ballers            | 82                         |                  |     |                          |                          |                          |  |   |                     |                    |                    |  |
|  | 5                          | Atlanta Ballers            | 82                         |                  |     |                          |                          |                          |  | 1 | Los Angeles Ballers | 132                |                    |  |
|  |                            |                            |                            |                  |     |                          |                          |                          |  | 1 | Los Angeles Ballers | 132                |                    |  |
|  |                            |                            | 2                          | Seattle Ballers  | 121 |                          |                          |                          |  |   |                     |                    |                    |  |
|  | 3                          | Dallas Ballers             | 2                          | Seattle Ballers  | 121 | 105                      |                          |                          |  |   |                     |                    |                    |  |
|  | 3                          | Dallas Ballers             |                            |                  |     |                          |                          |                          |  |   |                     |                    |                    |  |
|  | 6                          | Houston Ballers            | 106                        |                  |     |                          |                          |                          |  |   |                     |                    |                    |  |
|  | 6                          | Houston Ballers            | 106                        |                  | 2   | Seattle Ballers          | 129                      |                          |  |   |                     |                    |                    |  |
|  |                            |                            |                            |                  | 2   | Seattle Ballers          | 129                      |                          |  |   |                     |                    |                    |  |
|  |                            |                            | 6                          | Houston Ballers  | 106 |                          |                          |                          |  |   |                     |                    |                    |  |
|  | 2                          | Seattle Ballers            | 6                          | Houston Ballers  | 106 | 105                      |                          |                          |  |   |                     |                    |                    |  |
|  | 2                          | Seattle Ballers            |                            |                  |     |                          |                          |                          |  |   |                     |                    |                    |  |
|  | 7                          | Chicago Ballers            | 90                         |                  |     |                          |                          |                          |  |   |                     |                    |                    |  |
|  | 7                          | Chicago Ballers            | 90                         |                  |     |                          |                          |                          |  |   |                     |                    |                    |  |
|  |                            |                            |                            |                  |     |                          |                          |                          |  |   |                     |                    |                    |  |